# 一碗水乡
一碗水乡，是中华人民共和国贵州省黔东南苗族侗族自治州黄平县下辖的一个乡镇级行政单位。

## 行政区划
一碗水乡下辖以下地区：
一碗水村、代章村、水淹塘村、印地坝村、杨龙坪村、长龙湾村、石坡村和朗浒村。